# 臺灣九年國民義務教育
臺灣九年國民義務教育指1968年（57學年度）中華民國義務教育由六年延長為九年的教育措施。此措施的實施，提高臺灣人民教育水準，亦奠定1970年代臺灣經濟起飛時中級技術人才的人力資源基礎。

## 實施背景

### 日治時期
台灣的西式教育首見於1895年台灣總督府於台北市芝山岩設置「芝山岩學堂」；隨後雖發生六氏先生事件，台灣總督府仍於1896年設置國語傳習所，設置更多義務小學。1898年國語傳習所改為公學校，1941年再改為國民學校，1943年實施六年制強制義務教育。
至1943年，台灣小學共計1,099所，小學生已達932,525人。據1944年統計，台灣義務教育的小一入學率為71.2%，唯多數學生中途輟學，實際完成六年義務教育的比例仍低於五成。
日本總督府最早實施隔離教育，日人就讀小學校，臺灣人則於公學校就讀。1922年的新教育令頒布實施後，強調「內臺共學」，但其中仍有資源不公的情況存在。

### 中華民國時期
1945年第二次世界大戰結束，日本戰敗撤離台灣、澎湖，轉由中華民國接管。根據《中華民國憲法》第二十一條規定，接受國民教育（簡稱國教）為國民的權利與義務。第一百六十條也規定，六歲至十二歲之學齡兒童一律受基本教育，免納學費。且早在1944年已公布《強迫入學條例》，所有學齡兒童家長均應主動讓子女就讀國民學校。因此自1945年起，台灣義務教育仍然維持六年。由政府設立國民學校（簡稱國校），以學區制的方式，提供學齡兒童就讀。接受國民教育兒童，僅需繳交相關學雜費用或代辦費用，低收入戶由政府供應教科書籍，減免或免收學雜費用。而超過學齡（六歲至十二歲）沒有接受基本教育之國民，應接受補習教育進入國民學校附設補習學校（簡稱補校），但事實上沒有強迫此類國民接受補習教育，法律更沒有明定罰則。
國民學校畢業後則屬於選擇教育，學生可參加初級中學（簡稱初中）、初級職業學校（簡稱初職）及五年制職業學校的招生考試，繼續就讀；或直接至社會工作。隨著1960年代台灣經濟水準逐漸提升，家長紛紛希望子女學歷也能提高，因此初中、初職的聯合招生考試（簡稱聯招）競爭逐漸加大；在國校五、六年級，學生的升學壓力不比現今台灣各項升學考試為低。為此，1959年台灣省政府教育廳提出省辦高中，縣市辦初中的教育政策，選擇苗栗縣、台北市、台南市、高雄市試辦，希望減輕國小畢業生的升學壓力。

## 實施緣起
有鑑於提昇中華民國國民整體素質與學識能力以備國家經濟、與各項建設發展之需，再加上與中國大陸內戰漸緩而使軍費較能得到控制之下，時任中華民國總統蔣中正在1963年5月到金門縣巡視時，指示金門地區試辦九年國民義務教育，為此創辦「金門縣立金城初級中學」（今金門縣立金城國民中學），於1964年秋天招收全金門縣應屆小學畢業生，之後於1967年6月27日於總統府國父紀念月會發表言論，「要繼耕者有其田政策推動成功之後，加速推行九年義務教育，以現階段整個社會經濟發展成果，來解決九年義務教育問題，定可樂觀厥成。」
1967年6月30日，蔣中正召集教育部部長閻振興、台灣省主席黃杰、台灣省政府教育廳廳長潘振球及台北市政府教育局局長劉先雲，指示籌畫延長國民教育為九年事宜。
1967年8月17日，總統令「台統（一）義字第五零四零號」：「茲為提高國民智能，充實戡亂建國力量，特依照動員戡亂時期臨時條款第四項之規定，經交動員戡亂時期國家安全會議第三次會議決定：國民教育之年限應延長為九年，自五十七學年度起先在台灣及金門地區實施。關於實施九年國民教育之有關事項其需以法律定之者，應提案制定一特別法，以資適用。希遵照上項決定迅即辦理。」

## 籌備經過
在總統發表談話與會談後，行政院與教育部開始辦理籌備工作，分別成立專案小組，進行研訂法令，籌措經費，廣設國民中學，同時新訂國民中學課程暫行標準及修訂國民小學課程標準。

### 成立專案小組

#### 九年義務教育專案小組
行政院在1967年7月6日第一零二六次院會決議，成立九年義務教育專案小組，負責協調各部會分工，由政務委員陳雪屏負責召集。7月15日專案小組召開第一次會議，聽取教育部報告有關法令、學制、課程、學區劃分、能否於一年內完成籌備等問題加以研究，並決議請財政部等有關機關就本案經費籌措加以研究。7月30日舉行第二次會議，對於教育部提出法案、實施綱領要點進行審查，在獲得結論後，分別送請立法院立法或發布命令。

#### 九年義務教育策劃小組
教育部則在中等教育司司長王亞權的領導下，成立九年義務教育策劃小組，會同台灣省政府教育廳及台北市政府教育局共同負責草擬與策劃工作。首先於7月14日召開第一次會議，之後約為每週或每二週召開一次會議，根據省市教育廳局擬定五十七學年度至五十九學年度國民學校畢業生就學率及就學人數，推估各學年度應增班設校，從而審核所需經費預算、法令研訂、學制、課程、學區劃分、學生分發入學等具體措施，逐步擬定後，送行政院專案小組通過後實施。

### 法令研訂
教育部首先訂定《九年國民教育實施綱要》草案，經行政院專案小組提請行院院會核定後，作為建立制度、草擬法規之依據。其主要內容大致如下：
- 實施地區：台灣省、台北市、金門縣、連江縣[6]
- 實施時間：自五十七學年度（1968年9月9日）起。
- 實施目的：提高國民智識水準，適應國家建設需要
- 國民教育階段：分為二階段，前六年為國民小學；後三年為國民中學。由於前一階段為兒童時期，後一階段為少年期，其課程、教材、教法、設備、師資均不同，因此分兩階段實施，但課程採九年一貫之精神[7]。

前述實施綱領乃是在當時法令尚未規定前，先加以規定，讓各縣市有實施準則。但依據中華民國憲法規定，教育制度由中央立法，因此專案小組也確定制定適用於台灣與金門地區的特別法，作為延長義務教育之實施依據，即《九年國民教育實施條例》，由教育部會同財政部等擬定草案，送行政院核轉立法院審議。立法院於1968年1月27日三讀通過，由總統於同年1月27日公布實施。此條例大部分條文，與前述實施綱領雷同，僅依據憲法提高其法律位階。

### 籌措經費
由於當時各縣市負擔教育經費早已超過憲法規定比例，因此由財政部規劃，開闢專案財源。根據專案小組提出《延長國民教育有關經費事項會商結論報告》，經行政院1967年8月3日第一零三次院會通過，由省縣市政府籌措，不足處由中央支援，且經《實施條例》第十八條允許，不受《財政收支劃分法》的限制。
五十七至五十九學年度三年總經費台灣省估計新台幣2,855,510,700元，台北市估計新台幣744,489,300元，省市經費合計約新台幣三十六億元，超額經費以預備金支應。

### 辦理方式
1. 全國初中、初職及五年制職業學校，均停止招生。
2. 劃分學區，當年國民學校畢業生一律通知免試分發入學。
3. 私立初級中學得視需要，指定為代用國民中學。私立完全中學如停止招生高中部學生，條件符合者亦得指定。
4. 國中學生免收學費，其餘費用照收；另設獎學金名額，補助清寒學生。
5. 五十六學年度各屆國校畢業生，年齡未超過十五歲志願就讀國中者，由各縣市教育科（局）按照國中餘額辦理甄試入學，或接受補習教育；但上述學生均不得享受九年義務教育之一切權利（如免學費）。
6. 國中課程除重視文化陶冶之基本科目外，並加強職業科目及技藝訓練，兼顧升學就業準備之需要。
7. 提高師資素質，一方面提高師資培育資格與訓練[9]，同時建立教師定期進修制度。
8. 國民學校改制為國民小學，促進教學正常化，對於身心障礙兒童施以特殊教育，保障其就學機會。同時各縣市國民小學設備應儘量提升其基本水準，避免城鄉差距。
9. 因應國民中小學學生人數日益增多，各縣市教育行政編制擴大，並成立國民教育推行委員會。
10. 由教育部統一督導各省縣市實施進度與考核，於一年內完成各項籌備工作。

### 國中設校原則
1. 確立省辦高中，縣市辦國中原則，各縣市原有縣市立初級中學、完全中學及桃園縣立中壢高級農業職業學校[10]、台中縣立新社農業職業學校[11]、台中縣立后里農業職業學校[12]、彰化縣立女子商業職業學校[13]等二七二校，一律改制為國民中學。
2. 每一學區僅設一所國中，學區內無國中或代用國中者，由各縣市政府新成立國中。
3. 新設國中校地籌畫方式，鼓勵地方人士捐獻、撥用公有土地、學校保留地、其他公共設施保留地變更、其他學校多餘校地、徵收購買。

### 國中學區劃分原則
1. 以原有國民學校學區為基礎，由一所或聯合鄰近數所國校為一國中學區。
2. 各縣劃分學區，以每一鄉鎮設置一國中學區為原則，偏遠地區得視實際情況調整。
3. 國中學區劃分由各縣市執行，陳報教育部核備。

### 輔導私立初中原則
1. 當地國中數量不足或無國中地區，得遴選合於標準之私立初級中學為代用國民中學。
2. 私立初中（初職）得改為私立國中自行招生，或改辦高中（高職）。
3. 私立初中不願意繼續辦理時，可將校產捐獻政府或申請予以處理。
4. 學區國中教室不足時，得洽商租用附近私立初中（職）校舍辦理分部。

## 實施現況

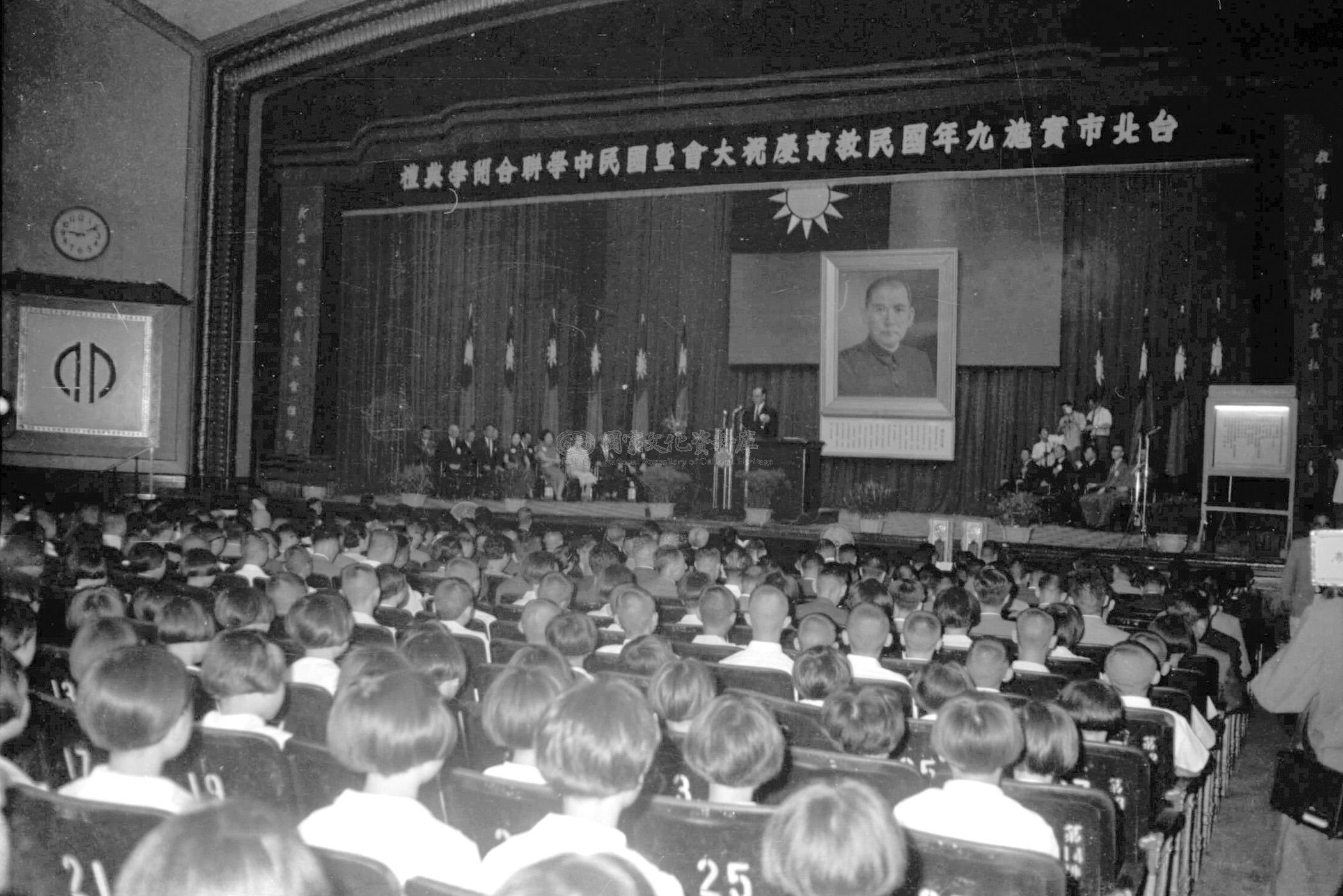
台北市實施九年國民教育慶祝大會暨國民中學聯合開學典禮

1967年12月，蔣決定實施九年國民義務教育，所需經費極為龐大，為籌措財源，乃實施加稅計畫，以達成預算平衡。自1968年台灣開始實施九年國民義務教育，為學制之重大改革。:187高等教育以研究高深學術，培養專門人材為宗旨。:187提倡建教合作及技藝訓練。:187
此教育措施的實施，普遍認為在台灣1970年代經濟起飛之時，奠定了人力資源的基礎。而根據教育部統計處2010年年底統計資料，台灣十五歲以上人口不識字率降低至2.09％，境內國民小學校數由1968年2,244所增至2,661所，國民中學校數由487所增至740所。至於國小畢業生繼續就讀國（初）中比率，1966年為59.04％，1971年增至80.85％，而2009年則已達99.73％，扣除移民等因素，幾乎達100％。不過因台灣人口少子化關係，國中小學生數逐年降低，各縣市政府教育處（局）以降低班級人數或簡併學校方式，維持各校班級規模。
不過，由於台灣進入先進工業發展國家後，家長對於子女的學歷要求越來越高，而且希望進入較佳的高級中學、高級職業學校或五年制專科學校，因此雖然台灣人口逐漸少子化，但國中升學壓力依舊不減。無論公私立國中，紛紛有能力分班、課後輔導、重視升學科目等教育偏軌的現象產生。此情況與1960年代國校畢業生升學初中（職）的升學教育偏軌現象雷同，因此逐漸有十二年國民教育措施的呼籲。2014年，正式實施十二年國教。

### 文獻
- 第五屆全國教育會議秘書處編. 實施九年國民教育報告 (C). 台北市: 第五屆全國教育會議秘書處,1970年8月24日.
- 台灣省政府教育廳編. 九年國民教育籌備工作及其主體計畫之實施 (C). 台中霧峰: 台灣省政府教育廳. 1973年11月.